# La Ville-Dieu-du-Temple
La Ville-Dieu-du-Temple är en kommun i departementet Tarn-et-Garonne i regionen Occitanien i södra Frankrike. Kommunen ligger i kantonen Montech som tillhör arrondissementet Montauban. År 2022 hade La Ville-Dieu-du-Temple 3 305 invånare.

## Befolkningsutveckling
Antalet invånare i kommunen La Ville-Dieu-du-Temple
| Referens: INSEE |